# Giurgiu
Giurgiu là một đô thị thuộc hạt Giurgiu, România. Dân số thời điểm năm 2002 là 69587 người.
Giurgiu nằm ở Đại đô thị Wallachia. Đô thị này tọa lạc giữa đồng bằng bùn đầm lầy trên tả ngạn của sông Danube đôi diện bên kia là thành phố Bulgaria Ruse. Ba hòn cù lao đối diện với thành phố, và một đảo Smarda lớn hơn có cảng của thành phố. Khu vực trồng ngũ cốc phong phú ở phía bắc đi qua tuyến đường sắt đi Bucharest, tuyến đầu tiên được mở ở Romania, được xây dựng vào năm 1869 và sau đó mở rộng đến Smarda. Giurgiu xuất khẩu gỗ, hạt, muối và dầu khí, than đá nhập khẩu sắt, và dệt may.
Cầu hữu nghị Giurgiu-Ruse, cầu duy nhất qua sông Danube giữa Bungari-Rumani, cắt qua sông ở vùng ngoại ô của thành phố.